# 东西洋考
《东西洋考》明张燮著，成书于万历四十五年（1617年）。明代的東洋乃是指南海東部及附近諸島，反之則稱西洋。

## 內容體例
《东西洋考》全书12卷：
- 卷一至四西洋列国考，记叙交阯、占城、暹罗、下港、柬埔寨、大泥、旧港、麻六甲、哑齐、彭亨、柔佛、丁机宜、思吉港、文郎馬神、迟闷等国的地理、历史、气候、名胜、物产。
- 卷五、卷六东洋列国考、外纪考记叙吕宋、苏禄、貓里務、沙瑤、呐哔啴、美洛居、文莱、日本、紅毛番等国的地理、历史、气候、名胜、物产。
- 卷七至十二记叙饷税、稅璫、舟师、艺文和逸事等项目。

张燮博览群书，《东西洋考》中引用不下百余部书籍，其中包括《水经注》、《宋史》、《唐书》、《元史》、《岛夷志》、《大明一統志》、《瀛涯胜览》、《真腊风土记》和多种海道针经。

## 版本
- （明）万历刻本
- （清）四库全书本